# Pahé
Pahé, de son vrai nom Patrick Essono Nkouna,  né en 1971 à Bitam (Gabon), est un dessinateur de bande dessinée et de presse, et caricaturiste gabonais.

## Biographie
Né au Gabon à Bitam, il vit quelques années en France et fait des études à l’Institut supérieur d’art et de publicité (ISAP), Paris 8e. Dans les années 1990, il publie des dessins de presse dans plusieurs journaux locaux tels que La Griffe, le Moustik, Gabon libre, Le Progressiste, Oreyti, Le Gri gri, La cigale enchantée ou bien le Scribouillard. Son travail gagne en visibilité grâce à son passage à la télévision au sein de la chaîne TV Plus où il croque l’actualité pendant le journal télévisé de 20 heures et où il anime Les N’infos de Pahé, une émission satirique diffusée toutes les samedis. De nombreux recueils de ses caricatures sont publiés localement. Il réalise également quelques bandes dessinées, notamment dans le magazine BD boom où il anime le petit albinos Dipoula, personnage créé par Pahé dès 1985 alors qu'il était au lycée d'État de l'Estuaire à Libreville[réf. nécessaire].
À la suite d'une rencontre avec l'éditeur suisse Pierre Paquet au festival de la caricature de Yaoundé au Cameroun,le Fescarhy en 2003, Pahé se lance dans une bande dessinée autobiographique, La Vie de Pahé. Paquet en publie les deux volumes en 2006 (Bitam) et 2008 (Paname). Entre 2008 et 2012, Paquet publie également trois volumes de Dipoula, « personnage fétiche » de Pahé, ici assisté au scénario par Sti et Louis-Bertrand Devaud.
La Vie de Pahé est en dessin animé pour France 3 en 2009 sous le nom : Le Monde de Pahé : 74 épisodes de 7 minutes sont diffusés sur la chaine Canal+ Horizons dans Gulli Africa ; la série est également diffusée dans le monde hispanophone quelques années plus tard. En 2012, il est sélectionné par Jeune Afrique comme l'un des « 50 qui font le Gabon ».

## Publications
- BD Boom explose la capote, 1999, projet d'album collectif
- Gabonaises... Gabonais..., 2006, Papa-Maurice Entreprises
- Les Choses du pays, 2008, éditions Raponda-Walker
- Série La Vie de Pahé :
  - Bitam, tome 1, 2006, éditions Paquet
  - Paname, tome 2, 2008 éditions Paquet
  - tome 3 (à paraître)
- Un papa est né, Collectif, éditions Paquet 2009
- Bd boom, fanzine, 8 numéros, 2000
- La BD conte l'Afrique, collectif, Algerie 2013
- Waka Waka, fanzine, 9 numéros, Cameroun 2014
- Série Dipoula, le petit albinos avec le scénariste Sti :
  - Mbolo, tome 1, 2008, éditions Paquet
  -  Dipoula contre le Petit Pahé, tome 2, 2010, éditions Paquet (Louis Bertrand Devaud au scénario)
  - La Vie gabonaise, tome 3, 2012, éditions Paquet (Louis Bertrand Devaux)
- Ces bouilles célèbres de Gabao, livre de caricatures,
- Opération Corned Beef,livre de caricatures, 2013, éditions Raponda-Walker
- Best of Pahé, La maison de la presse
- Ali 9, Roi de la République gabonaise, 2010
- Laissez-nous avancer ! 2011
- Le changement, c'est maintenant !! 2014
- 5 ans déjà !! 2015